# 子安増生
子安 増生（こやす ますお、1950年11月16日 - ）は、日本の教育心理学者。京都大学名誉教授。甲南大学文学部特任教授。専門は教育認知心理学。特に心の理論、メタファー理解などの発達心理学的研究。
日本心理学諸学会連合理事長。博士（教育学）。

## 来歴
京都市出身。高槻高等学校を経て1973年京都大学教育学部卒業。1977年に京都大学大学院教育学研究科博士課程を中退。同年から1988年まで愛知教育大学助手・助教授を務めた後、京都大学教育学部助教授に就任。1998年より教授。2016年4月から京都大学名誉教授。

## 著書

### 単著
- 『生涯発達心理学のすすめ――人生の四季を考える』（有斐閣、1996年）
- 『子どもが心を理解するとき』（金子書房、1997年）
- 『幼児期の他者理解の発達 ―― 心のモジュール説による心理学的検討』（京都大学学術出版、1999年）
- 『心の理論 ―― 心を読む心の科学』（岩波書店、2000年）

### 共編著
- 『幼児が「心」に出会うとき――発達心理学から見た縦割り保育』（有斐閣、2000年）
- 『認知発達とその支援』（ミネルヴァ書房、2002年）
- 『 「できる」子どもに育てよう!親しかできない、子どもを賢くする方法』（小学館、2002年）
- 『芸術心理学の新しいかたち』（誠信書房、2005年）
- 『よくわかる認知発達とその支援』（ミネルヴァ書房 、2005年）
- 『経済心理学のすすめ』（有斐閣、2007年）